# 小行星2024
小行星2024（2024 McLaughlin），天文學臨時編號1952 UR，是一顆小行星帶的小行星，由印第安納大學以美國印第安納州哥德林克天文台發現。
該小行星以美國天文學家迪安·班傑明·麥克勞克林命名。

## 外部連結
- JPL Small-Body Database Browser 2024 McLaughlin (1952 UR) （页面存档备份，存于）

| 前一小行星： 2023 Asaph | 小行星列表 | 後一小行星： 2025 Nortia |